# Hamidiye (1901)
Hamidiye – turecki torpedowiec z początku XX wieku, jedna z dwóch zbudowanych we Włoszech jednostek typu Hamidiye. Okręt został zwodowany w 1901 roku w stoczni Ansaldo w Genui, a w 1902 roku wcielono go w skład marynarki Imperium Osmańskiego. Torpedowiec wziął udział w wojnie włosko-tureckiej, podczas której został zatopiony w Prewezie 30 września 1911 roku.

## Projekt i budowa
Dwa torpedowce typu Hamidiye zostały zamówione przez Turcję we Włoszech w marcu 1901 roku. „Hamidiye” zbudowany został w stoczni Ansaldo w Genui. Stępkę okrętu położono w 1901 roku i w tym samym roku został zwodowany. Nazwa okrętu została nadana na cześć sułtana Abdülhamida II.

## Dane taktyczno-techniczne
Okręt był torpedowcem z kadłubem wykonanym ze stali. Długość całkowita wynosiła 50,6 metra (47,8 metra między pionami) szerokość 5,6 metra i zanurzenie 1,2 metra . Wyporność normalna wynosiła 145 ton. Jednostka napędzana była przez dwie pionowe trzycylindrowe maszyny parowe potrójnego rozprężania Ansaldo o łącznej mocy 2400 KM, do których parę dostarczały trzy kotły typu Yarrow, także wyprodukowane w macierzystej stoczni . Prędkość maksymalna napędzanego dwiema śrubami okrętu wynosiła 26 węzłów . Zapas węgla wynosił 50 ton.
Na uzbrojenie artyleryjskie jednostki składało się pojedyncze działko kalibru 37 mm Hotchkiss QF L/20 z zapasem 250 nabojów . Broń torpedową stanowiły dwie pojedyncze wyrzutnie kalibru 450 mm z łącznym zapasem czterech torped .
Załoga okrętu składała się z 4 oficerów i 26 podoficerów i marynarzy .

## Służba
Po przeprowadzeniu prób morskich „Hamidiye” został w 1902 roku w Stambule wcielony w skład marynarki wojennej Imperium Osmańskiego . W maju 1909 roku wziął udział w pierwszych manewrach floty tureckiej na Morzu Marmara. 30 września 1911 roku, podczas wojny włosko-tureckiej, stacjonujące w porcie Preweza torpedowce „Hamidiye” i „Alpagot” zostały zatopione ogniem artylerii włoskich niszczycieli „Artigliere” i „Corazziere” .